# Xerraire capgrís
El xerraire capgrís (Argya cinereifrons) és un ocell de la família dels leiotríquids (Leiothrichidae).

## Hàbitat i distribució
Habita el bosc pluvial de les terres baixes de Sri Lanka.